# 文芸銃後運動
文芸銃後運動（ぶんげいじゅうごうんどう）とは1940年菊池寛の発案によって設立された、文学者が翼賛運動を行う組織。全国各地で講演会を開いた。この発想が、文芸家協会などを包摂した新組織（のちの文学報国会）へとつながった。

## 文芸銃後運動講演会
1940年（昭和15年）5月より、文芸家協会主催、東京日日新聞、大阪毎日新聞などの後援により全国各地で文芸銃後運動大講演会が開催された。第一回は、5月6日に浜松市公会堂で行われたもので、久米正雄が「文芸的事変処理」、横光利一が「現在考うべきこと」、岸田国士が「現代風俗について」、中野実が「帰還の言葉」と題して講演を行った。また、紅一点で参加した林芙美子は「最近の娘さんは緊張を欠いている」と熱弁をふるった。
後援会は、その後、静岡市、岐阜市、名古屋市、京都市、大阪市、神戸市、和歌山市で行われ、徳川夢声、吉川英治、菊池寛らの途中参加も計画された。

## リンク
- 文芸銃後運動――各地講演旅行の目標――岸田國士